# Nguyễn Thị Trường
Nguyễn Thị Trường (chữ Hán: 阮氏長; 1796 – 19 tháng 11 năm 1826), còn có húy là Lập, phong hiệu Thất giai Quý nhân (七階貴人), là một thứ phi của vua Minh Mạng nhà Nguyễn trong lịch sử Việt Nam.

## Tiểu sử
Quyển Nguyễn Phúc tộc thế phả không ghi chép nhiều về bà Nguyễn Thị Trường. Theo Hoàng phổ của phòng Quảng Biên Miên Gia, bà Trường sinh vào năm 1796, nguyên quán ở làng Chánh Lộc, huyện Phong Điền (nay là xã Phong Hiền, huyện Phong Điền, Thừa Thiên Huế). Thân sinh của bà là ông Nguyễn Hữu Trạc (hoặc Dược), làm quan tới chức Cẩm y vệ Hiệu úy.
Năm Gia Long thứ 12 (1813), bà Trường được chọn vào cung để hầu hoàng tử thứ tư là Nguyễn Phúc Đảm, tức vua Minh Mạng sau này. Năm 1820, Minh Mạng đăng cơ, phong cho bà Trường làm Tài nhân. Năm 1824, tấn làm Mỹ nhân, nhưng vẫn nằm trong hàng Lục chức, bậc thấp nhất hậu cung.
Ngày 19 tháng 11 năm 1826, tức 20 tháng 10 (âm lịch) năm Bính Tuất, bà Mỹ nhân Nguyễn Thị Trường qua đời, hưởng dương 31 tuổi, được ban thụy là Đoan Tịnh (端靜). Bà được an táng tại làng Nguyệt Biều, huyện Hương Thủy (nay tọa lạc tại phường Thủy Biều, Huế). Mộ của bà Mỹ nhân được táng gần ngôi mộ cũ của đại thi hào Nguyễn Du.
Năm 1840, Mỹ nhân Nguyễn Hữu thị được tặng làm Thất giai Quý nhân, bậc thứ 7 trong hậu cung. Ban đầu, bà Quý nhân được thờ tại Ý Thục từ, đến năm thứ 22 triều vua Tự Đức (1869), phụng chuẩn đem thần chủ về thờ tại phủ của Nghi Hòa Quận công Miên Thần, con trai trưởng của bà.

## Hậu duệ
Theo Nguyễn Phúc tộc thế phả, Quý nhân Nguyễn Thị Trường sinh cho vua Minh Mạng được 3 hoàng tử và 1 hoàng nữ, nhưng gia phả phòng Quảng Biên lại ghi là 2 hoàng nữ, trong đó hoàng nữ đầu tiên chết yểu, không được xếp thứ tự trong Hoàng phả.
- Nghi Hòa Quận công Nguyễn Phúc Miên Thần (16 tháng 2 năm 1817 – 7 tháng 10 năm 1878), hoàng tử thứ 7.
- Một hoàng nữ tảo thương, không được đề cập trong Hoàng phả, rất có thể là do sẩy thai.
- Phú Mỹ Công chúa Nguyễn Phúc Đoan Trinh (24 tháng 5 năm 1821 – 17 tháng 12 năm 1899), hoàng nữ thứ 11.
- Sơn Định Quận công Nguyễn Phúc Miên Cung (17 tháng 1 năm 1824 – 2 tháng 10 năm 1849), hoàng tử thứ 26.
- Quảng Biên Quận công Nguyễn Phúc Miên Gia (22 tháng 5 năm 1826 – 20 tháng 7 năm 1875), hoàng tử thứ 32.